# Sasha Di Capri

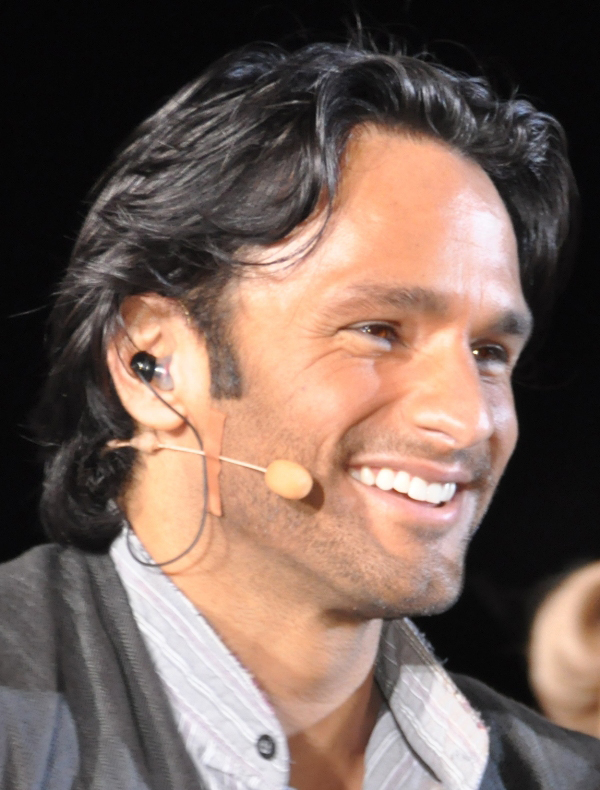
Sasha Di Capri, 2012

Sasha Di Capri (* 29. Juni 1979) ist ein deutscher Musicaldarsteller, Sänger, Schauspieler und Model.

## Leben
Sasha Di Capri wuchs in Fulda auf. Als Jugendlicher war er Sänger und Keyboarder in verschiedenen Bands. Nach Abitur und Zivildienst studierte er Schauspiel, Tanz und Gesang an der Stage School of Music, Dance and Drama in Hamburg. Während dieser Zeit hatte er 2001 sein Bühnendebüt in Berlin an der Neuköllner Oper in dem Musical Love Bite – Biss ins Herz und wenig später stand er in Hamburg als „Tommy“ im Musical Angel auf der Bühne. 2002 studierte er in Florida die „Lamperti Bel Canto Technik“ und danach in New York an der Juilliard School. Seine Stimmlage ist Tenor.

## Musicalengagements
| Zeitraum  | Produktion                               | Rolle                                                                        | Theater                                     | Spielort                                              | Regie            |
| --------- | ---------------------------------------- | ---------------------------------------------------------------------------- | ------------------------------------------- | ----------------------------------------------------- | ---------------- |
| 2002      | Angel                                    | Erstbesetzung „Tommy“                                                        | St. Pauli Theater                           | Hamburg                                               | -                |
| 2006–2008 | We will rock you                         | Erstbesetzung „Mick Jagger“, Cover Hauptrolle „JB“                           | Musical Dome                                | Köln                                                  | B. Elton         |
| 2009      | Rudolf – Affaire Mayerling               | Erstbesetzung „George Clemenceau“, Cover Hauptrolle „Rudolf“                 | Raimundtheater                              | Wien                                                  | D. Leveaux       |
| 2010      | Die Schöne und das Biest (Martin Doepke) | Erstbesetzung Hauptrolle „Biest“                                             | -                                           | Europatournee                                         | S. Mosa          |
| 2011      | Aida                                     | Erstbesetzung Hauptrolle „Radames“                                           | Clingenburg Festspiele                      | Klingenberg am Main                                   | M. Krohn         |
| 2011–2012 | Grease                                   | Erstbesetzung Hauptrolle „Danny Zuko“                                        | Musical Theater Basel und Theater 11 Zürich | Basel und Zürich, CH                                  | D. Gilmore       |
| 2011–2012 | Musical Rocks!                           | Gesangssolist                                                                | -                                           | Tournee durch Deutschland, Österreich und der Schweiz | D. Welterlen     |
| 2012      | Die 10 Gebote                            | Erstbesetzung Hauptrolle „Moses“                                             | -                                           | Konzerte im Raum Hannover                             | R. Wilken        |
| 2012      | Titanic, Das Musical                     | Erstbesetzung Hauptrolle „Jim Farrell“, Cover Hauptrolle „Frederick Barrett“ | Thunerseespiele                             | Thun, CH                                              | M. Sieber        |
| 2012–2015 | Rocky, Das Musical                       | Swing                                                                        | TUI Operettenhaus                           | Hamburg                                               | A. Timbers       |
| 2015      | Paradise of Pain                         | Erstbesetzung Hauptrolle „Jonathan Diver“                                    | Saarländisches Staatstheater                | Saarbrücken                                           | S. Welker        |
| 2016      | RENT                                     | Erstbesetzung Hauptrolle „Roger“                                             | Theater Trier                               | Trier                                                 | M. C. Lachmann   |
| 2016      | Jesus Christ Superstar                   | Erstbesetzung Hauptrolle „Judas“                                             | Theater Trier                               | Trier                                                 | Martin G. Berger |
| 2016      | Evita                                    | Erstbesetzung „Magaldi“, Cover Hauptrolle „Che“                              | Ronacher                                    | Wien                                                  | V. Paterson      |
| 2017      | Jesus Christ Superstar                   | Erstbesetzung Hauptrolle „Judas“                                             | Ronacher                                    | Wien                                                  | Werner Sobotka   |
| 2018      | Jesus Christ Superstar                   | Erstbesetzung Hauptrolle „Judas“                                             | Ronacher                                    | Wien                                                  | Alex Balga       |
| 2018      | Rock of Ages                             | Erstbesetzung Hauptrolle „Drew Boley“                                        | Johann Pölz-Halle                           | Amstetten                                             | Alex Balga       |
| 2018      | Flashdance                               | Erstbesetzung „Nick Hurley“                                                  | -                                           | Tournee durch Deutschland, Österreich und der Schweiz | Anders Albien    |
| 2019      | Paramour                                 | Walk-in Cover „AJ“, „Joey“ & „Robby“                                         | Neue Flora                                  | Hamburg                                               | S. Trujillo      |
| 2022      | Hamilton                                 | Walk-In „Aaron Burr“, „George Washington“ & „King George“                    | Stage Operettenhaus                         | Hamburg                                               | Thomas Kail      |

## Filmografie
- 2005: Verliebt in Berlin  (Fernsehserie)
- 2015: The Key (Spielfilm)
- 2017: Bears Eye (Kurzfilm)
- 2017: Alles was zählt (Fernsehserie, 6 Folgen)
- 2019: Xmas on Fire (Kurzfilm)

## CDs
- White Sage, Born in L.A. (2017)